# 劉慶恩
劉慶恩（1869年—1929年），字國臣，客家人，原籍廣東潮州，生于四川德阳。近代中国枪械工程师，中国首款半自動步槍劉式步槍的设计者，中国近现代兵工学先驱。

## 生平
1869年，生於四川省德陽縣，原籍為廣東省潮州府。1895年，在乙未戰爭末期曾追隨劉永福的黑旗軍與日軍在台南交戰，腿部負傷撤至後方。1899年，進入湖北槍砲廠（漢陽兵工廠前身）工作，擔任技工。1901年，前往日本的東京成城學校（東京振武學校前身）留学。之后又前往冈山第六高等学校求学，与吴玉章、郭敬宇同班。1905年，在日本加入中國同盟會，同年考入東京帝國大學念书，專攻機械槍砲製造。1909年，被孙中山指派前往德國柏林，在克虏伯军工厂考察兵器製造。1912年，中華民國成立。孫中山就任中華民國臨時大總統后委任劉慶恩擔任漢陽兵工廠第一任廠長。1914年，刘庆恩成功设计出中國第一款自主研發的半自动步槍（即後來的劉式步槍或劉式自裝槍）與第一門遠程火砲。1915年，被授予少將军軍階，同年又晉升為中將。1917年，兼任鋼藥廠廠長、工務處處長。同时刘庆恩在漢陽兵工廠內開辦兵工專門學校，分为預科、本科两级，着力培養军工人才。其中该校8名首届本科4年制兵工學員，后来成为了中國在棗的军工製造骨幹。1918年，刘庆恩前往美國，在普惠公司的幫助下完成刘式步枪的最終改進，并參與了美軍1920年代半自動步槍選型及春田軍械局的測試。此外，刘庆恩在普惠公司还購買了圖紙與大量的機器設備和原料。在回國途中，不幸發生沉船意外，劉慶恩的兒子與隨從多人不幸喪生。（为解决劉式步槍在1916年陸軍部軍械司的試驗中產生的機械問題，刘庆恩此次赴美測試共携带了12支原型槍，現其中大部分可能仍然留在美國。）1920年，刘庆恩在陸軍部開會時受到曹錕等人的排擠，因爭辯激烈導致腦溢血半身不遂而辭去職務。1921年，刘庆恩所仿製的白朗寧M1917重機槍開始量產，后被稱為三十節式重機槍。1929年4月，刘庆恩於上海病逝，享年60歲，葬於上海江灣。

## 軼事
1913年11月15日，他上書陸軍總長函：「慶恩自承乏鄂廠以來，無日不絞腦血而思求至當之法。現廠中規模已粗具端倪，惟經費一節則毫無的款。月僅由鄂量為撥給，俾散放薪工及雜用而已。此外與各洋行所訂物料價款，積欠五十餘萬。慶恩此次來京，專為擴充廠務及請指定常年經費，並各洋行五十餘萬欠款起見。此中情形，非面竭直陳，不克道其一二。今旅居旬餘，尚未望見顏色。日復一日，如坐針氈。轉瞬年關逼人，實難回鄂。自愧學識不足，又長此虛糜光陰，誠恐有負我總長之委任。竊思慶恩留學德、日十年有餘，于炮工大學獨未竟其業，今年（1913年）已四十，若不趁此續學，則老之將至，徒喚奈何。我總長夙具培植人才之苦心，是以呈請派赴續學二、三年，庶幾為山九仞，不至功虛一簣。」1917年，刘庆恩在北京督軍團會議時，結識了閻錫山。因閻在參觀自產武器試驗中，相當讚賞漢陽兵工廠的製造技術，邀劉慶恩至太原，給予其所屬的山西修械所參觀指導，閻受益良多，遂要求派學生前往漢陽兵工廠學習。1920年後，隨著劉慶恩在國內政壇逐漸失勢與離職，劉式步槍後繼的计畫擱淺。劉慶恩離職後，曾感嘆“病床難忘救國志，十年沉疴願未酬。老天使我深復健，轟淨國賊使方休”。漢陽兵工廠長期缺乏資金，北洋政府無款可撥，自研武器之路十分坎坷。1918年，劉庆恩決定自行研製火砲，為此將個人儲蓄傾囊投入，又向親友借貸。火砲完成後，試驗時性能相當不錯，時人稱為“慶恩炮”，但最終卻未能投產。不过刘庆恩以他的卓越贡献獲授勋五位，并获二等文虎勋章和二等嘉禾勋章。

## 連接
- 自裝槍 （页面存档备份，存于）
- 國造半自動步槍第一人- 劉慶恩將軍 （页面存档备份，存于）